# Misionáři Matky Boží z La Saletty

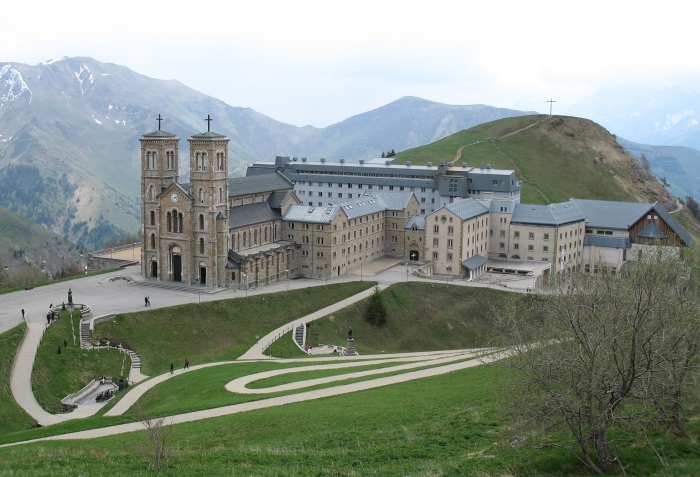
Panorama La Salette.

Kongregace Misionáři Matky Boží z La Saletty (latinsky: Congregatio Missionariorum Dominae Nostrae a La Salette, obvykle používaný název Misionáři saletini; zkratka MS) byla původně komunitou, ze které později vznikla misijní kongregace papežského práva. Její založení bylo způsobeno díky zjevení Panny Marie v La Salettě, které se odehrálo v 15 hodin 19. září 1846 před zraky Mélanie Calvatové a Maximina Girauda. Podnět k založení kongregace dal Philibert de Bruillard (1765 – 1860), biskup grenobelské diecéze, na jejímž území ke zjevení došlo.
Vedle mužské kongregace působí také ženská kongregace Sester misionářek Matky Boží z La Saletty.

## Dějiny saletinů

### Založení
1. května 1852 biskup Philibert de Bruillard povolal pět kněží ze své diecéze, aby obsluhovali poutníky, kteří přicházeli na horu zjevení. Jednalo se o Františka Denaze, Michala Sibillata, Celestina Bonvalleta a Petra Archiera.

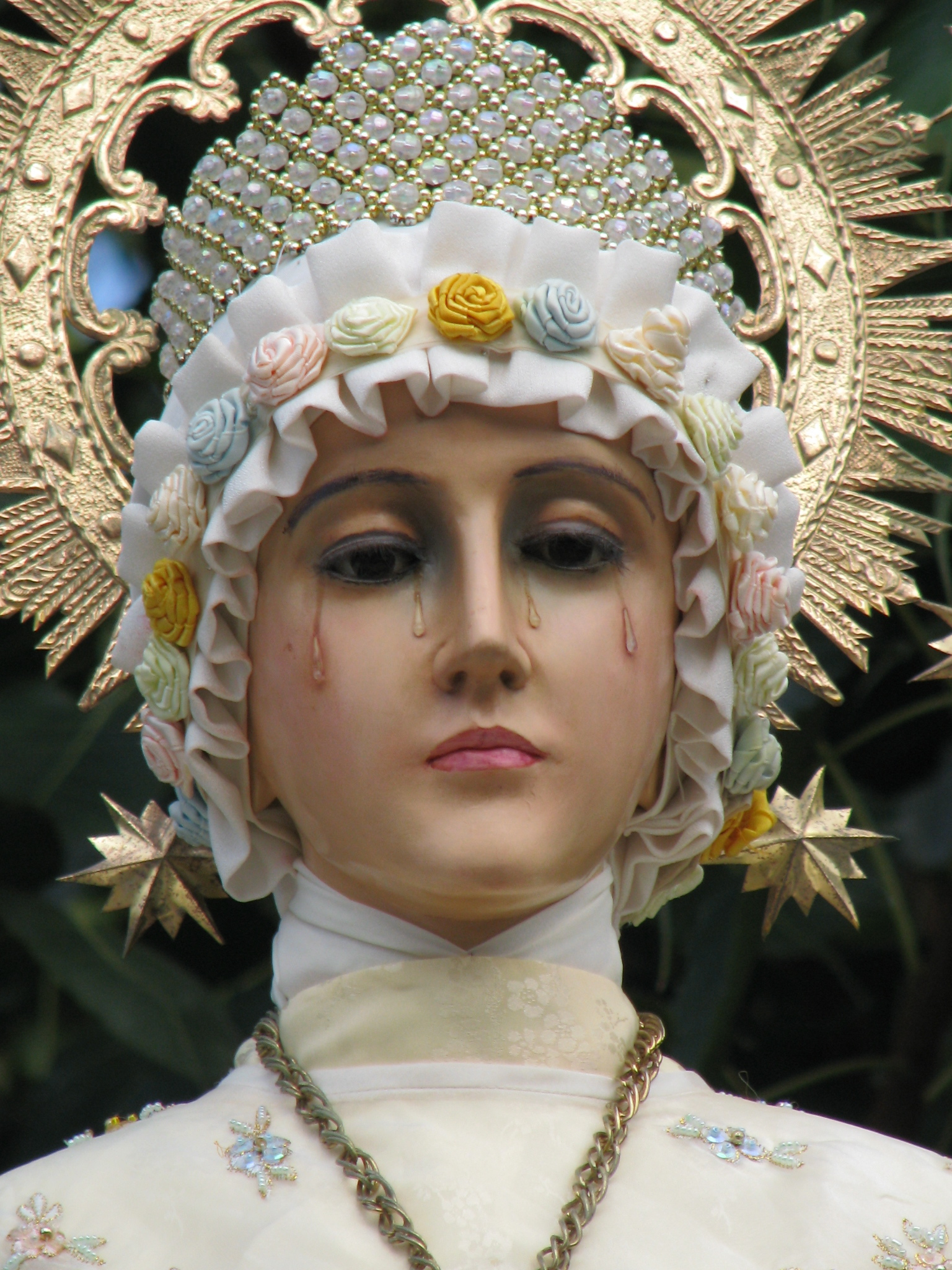

 Začátky působení byly obtížné, daleko od civilizace, bez přístupových cest, v domě narychlo postaveném na hoře zjevení v La Salettě. Jednalo se de facto o misijní podmínky. Proto byla hora obývána pouze v létě, během zimy kněží vykonávali po území Francie lidové misie, exercicie a takto předávali poselství Panny Marie.
Od počátku docházelo k orientaci na řeholní způsob života. Šest kněží, Petr Archier, Jan Berlioz, Josef Bossan, Ludvik Buisson, Julián Petit a Viktor Albertin, následně složilo 2. února 1858 první řeholní sliby do rukou Mons. Achille Ginoulhiaca (1806 – 1875), biskupa grenobelské diecéze. První řeholní řád byl zpracován páterem Filipem Orcelem, generálním vikářem biskupa. Řeholníci měli žít podle evangelijních rad, vedeni modlitbou, pokáním a apoštolskou pravdou. Tento směr spirituality oběti, pokání a prosby Boha za hříchy světa se odrazil v knihách pátera Silvana Marii Girauda (1830 – 1885), prvního generálního představeného kongregace.
Novou etapu vývoje kongregace zahájila v roce 1876 první kapitula (valné zasedání představitelů celé kongregace, nebo province), která nasměrovala její působení k apoštolství. Potvrzení a právo na toto působení dal Svatý stolec 14. května 1890.

### Nová etapa
Pronásledování řeholníků, které vypuklo ve Francii roku 1901, zahájilo misijní činnost. Saletini tehdy byli nuceni opustit horu zjevení a utéci do ciziny, což se stalo impulsem pro rychlý růst mladé kongregace a nabídlo jí nové možnosti. Vzhledem ke vzdálenostem mezi řeholními domy byla kongregace nucena se rozdělit, nejprve na obvody, později na provincie.
Řeholní řád přizpůsobený novým podmínkám potvrdil papež Pius XI. v roce 1926. Roku 1932 kongregace již působila v několika státech a byla rozdělena do čtyř provincií, francouzské, polské, americké a brazilské. Druhý vatikánský koncil nařídil další změnu řádu tak, by odpovídal reformám koncilu. Nový řad byl přijat 6. června 1985 a platí do současnosti (2009).

## Saletinské misie
Misionáři saletini působí dnes v různých zemích na pěti kontinentech (v závorce je rok udávající počátek misie v dané zemi):

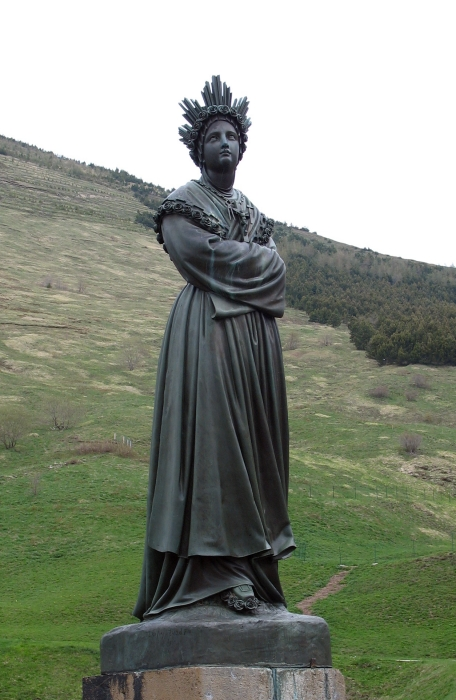
Socha Matky Boží Lasalettské

- Francie (od 1852)
- Švýcarsko (1881)
- Spojené státy americké (1892)
- Itálie (1898)
- Kanada (1899)
- Madagaskar (1899)
- Réunion (1959)
- Belgie (1901)
- Polsko (1902)
- Anglie (1928)
- Lichtenštejnsko (1935)
- Argentina (1937)
- Angola (1946)
- Filipíny (1948)
- Německo (1952)
- Španělsko (1957)
- Indie (1978)
- Ukrajina (1989)
- Bělorusko (1990)
- Slovenská republika (1990)
- Bolívie (1991)
- Kazachstán (1993)
- Saletini v České republice (1995)